# La Boissière-du-Doré
La Boissière-du-Doré är en kommun i departementet Loire-Atlantique i regionen Pays de la Loire i nordvästra Frankrike. Kommunen ligger i kantonen Le Loroux-Bottereau som tillhör arrondissementet Nantes. År 2022 hade La Boissière-du-Doré 1 114 invånare.

## Befolkningsutveckling
Antalet invånare i kommunen La Boissière-du-Doré
| Referens: INSEE |